# Lijst van burgemeesters van Delft
Dit is een lijst van burgemeesters van de Nederlandse gemeente Delft in de provincie Zuid-Holland.

## Vijftiende eeuw
| Ambtsperiode | Naam burgemeester              | Leven             | Bijzonderheden                                           |
| ------------ | ------------------------------ | ----------------- | -------------------------------------------------------- |
| 1454         | Jan Pietersz. van Buijten      |                   | Vader van Pieter Jansz. van Buijten genaempt de Coninck. |
| 1469 - 1475  | Jan Hendriksz. van Groenewegen |                   |                                                          |
| 1478 - 1480  | Willem Gerritsz. Storm         | Geboren rond 1430 |                                                          |
| 1490 - 1501  | Harper van Foreest             | 1472-1501         |                                                          |

## Zestiende eeuw
| Ambtsperiode     | Naam burgemeester                             | Leven                               | Bijzonderheden |
| ---------------- | --------------------------------------------- | ----------------------------------- | --- |
| 15??             | Jan van Uitenbroeck                           |                                     | |
| 1502 - 1505      | Claes Andriesz. Persijn                       |                                     | Vader van Cors Claes Andriesz. Persijn.                                                                                        |
| 1504 - 1506      | Sasbout Dirksz. Sasbout                       | - <1508                             | Broer van Pieter Sasbout. |
| 1517, 1521, 1527 | Pieter Sasbout                                |                                     | Broer van Sasbout Dirksz. Sasbout.                                                                                             |
| 1519 - 1536      | Jacob Jan Bruinsz. van der Dussen             | 1476-1544                           | Vader van Huig Jacobsz. van der Dussen.                                                                                        |
| 1521             | Pieter Jansz. van Buijten genaempt de Coninck |                                     | Zoon van Jan Pietersz. van Buijten.                                                                                            |
| 1532 - 1562      | Jan Sasbout                                   | ±1491-1573                          | Zoon van Sasbout Dirksz. Sasbout. Vader van Adam Sasbout en Jan Jansz. Sasbout.                                                |
| 1544 - 1550      | Hendrik Jansz. Persijn                        |                                     | |
| 1550, 1552, 1553 | Adriaen Claesz. van Adrichem                  | *31-05-1503 Delft +02-03-1560 Delft | Vader van Claes Adriaensz. van Adrichem.                                                                                       |
| 1552, 1554       | Cors Claes Andriesz. Persijn                  |                                     | Zoon van Claes Andriesz. Persijn.                                                                                              |
| 1553             | Cornelis Michielsz. Vosmaer                   |                                     | |
| 1548 - 1561      | Michiel Jansz. Camerling                      |                                     | Schoonvader van Huijg Jansz. van Groenewegen                                                                                   |
| 1561 - 1565      | Frans Duyst Dirkszn                           |                                     | Schoonvader van Pieter Adriaansz. van der Werff.                                                                               |
| 1563 - 1572      | Huijg Jansz. van Groenewegen                  | ±1518- <1587                        | Schoonzoon van Michiel Jansz. Camerling                                                                                        |
| 1564, 1567       | Pieter Pietersz. Sasbout                      |                                     | Zoon van Pieter Sasbout. Schoonvader van Huig Jacobsz. van der Dussen.                                                         |
| 1566 - 1570      | Jan Jansz. Sasbout                            |                                     | Zoon van Jan Sasbout. Broer van Adam Sasbout.                                                                                  |
| 1570 - 1571      | Sasbout Beukelsz van der Burch                |                                     | Kleinzoon van Sasbout Dirksz. Sasbout. Oom van Gerrit Fransz. Meerman.                                                         |
| 1573             | Jan Jacobsz. Hoogenhouck                      |                                     | Vader van Maarten Jansz. Hoogenhouck.                                                                                          |
| 1573 - 1574      | Nicolaas Cornelisz. Camerling                 |                                     | |
| 1574 - 1575      | Huig Jacobsz. van der Dussen                  | 1537-1587                           | Zoon van Jacob Jan Bruinsz. van der Dussen. Schoonzoon van Pieter Pietersz. Sasbout. Vader van Jacob Huygensz. van der Dussen. |
| 1574 - 1578      | Abraham Jansz. van Almonde                    |                                     | |
| 1579             | Frans Cornelisz. Duyst van Santen             |                                     | Neef van Hendrick Dircks van Santen.                                                                                           |
| 1579             | Bruijn Jacobz. van der Dussen                 | ±1516-1589                          | Zoon van Jacob Jan Bruinsz. van der Dussen. Zwager van Huijg Jansz. van Groenewegen.                                           |
| 1580, 1583, 1584 | Gerrit Fransz. Meerman                        | 1541-1609                           | Neef van Sasbout Beukelsz van der Burch. Zwager van Hendrick Dircks van Santen en Claes Adriaensz. van Adrichem.               |
| 1582, 1585       | Heindrik Aemsz. van der Burch                 |                                     | Neef van Franc Reyersz. van der Burch via vader. Trouwt met de zus van de moeder van Franc Reyersz.                            |
| 1585 - 1606      | Claes Adriaensz. van Adrichem                 | 1538-1607                           | Zoon van Adriaen Claesz. van Adrichem. Zwager van Gerrit Fransz. Meerman.                                                      |
| 1593 - 1615      | Jacob Huygensz. van der Dussen                | 1550-1622                           | Zoon van Huig Jacobsz. van der Dussen.                                                                                         |
| 1598             | Maarten Jansz. Hoogenhouck                    |                                     | Zoon van Jan Jacobsz. Hoogenhouck.                                                                                             |

## Zeventiende eeuw
| Ambtsperiode             | Naam burgemeester                          | Leven                                                   | Bijzonderheden |
| ------------------------ | ------------------------------------------ | ------------------------------------------------------- | --- |
| 16??                     | Dirk Dirksz. Meerman                       |                                                         | |
| 16??                     | Dirk Gerritsz. Meerman                     |                                                         | |
| 16??                     | Frans Dirksz. Meerman                      |                                                         | |
| 16??                     | Arlewijn van Groenewegen                   | ±1584 - >1648                                           | Zwager van Cornelis Matheusz. Onderwater. |
| 16??                     | Cornelis Matheusz. Onderwater              | ±1584-1655                                              | Zwager van Arlewijn van Groenewegen. |
| 1601 - 1608              | Pouwels Cornelisz. van Berestein           | 1548 - 1625                                             | Vader van Cornelis Pauls van Berestein. |
| 1603                     | Hendrick Dircks van Santen                 | ????-1606                                               | Neef van Frans Cornelisz. Duyst van Santen. Zwager van Gerrit Fransz. Meerman.                                                                             |
| 1608 - 1625              | Dirk Corstiaensz. van Groenewegen          | ±1556-1625                                              | |
| 1610 - 1612              | Franc Reyersz. van der Burch               | 1553-1619                                               | Schoonvader van Adriaan van der Goes (1581-1663). |
| 1613 - 1617              | Jacob Adriaensz. van Adrichem              | *30-12-1547 +30-11-1619 Delft, begraven Oude Kerk Delft | Zoon van Adriaen Claesz. van Adrichem. Schoonzoon van Bruijn Jacobz. van der Dussen.                                                                       |
| 1624                     | Adriaan van der Goes (1581-1663)           | 1581-1663                                               | Kleinzoon van Adriaen van der Goes. Schoonzoon van Franc Reyersz. van der Burch. Vader van Andries van der Goes.                                           |
| 1628 - 1644              | Joost Jacobsz. van Adrichem                | ±1574-1653                                              | Zoon van Jacob Adriaensz. van Adrichem. Schoonvader van Pieter Gerritsz. van Santen                                                                        |
| 1631 - 1638              | Cornelis Pauls van Berestein               | 1586-1638                                               | Zoon van Pouwels Cornelisz. van Berestein. Vader van Zacharias Cornelisz. Hofdijk van Berestein. Schoonvader van Theodorus Jacobsz. Vallensis (Van Daele). |
| 1655                     | Pieter Gerritsz. van Santen                | ? - †7-11-1658                                          | Schoonzoon van Joost Jacobsz. van Adrichem. Oom van Gerard Jansz Putmans. Schoonvader van Jan Fransz. Meerman.                                             |
| 1655 - 1656, 1664 - 1667 | Johan Cornelisz. van Bleiswijk             | 1618-1696                                               | Overgrootvader van Pieter van Bleiswijk. |
| 1663                     | Mr. Andries van der Goes                   | 1619-1669                                               | Zoon van Adriaan van der Goes (1581-1663). Vader van Adriaan Andriesz. van der Goes.                                                                       |
| 1663 - 1665              | Christiaen Adriaensz. van der Goes         |                                                         | |
| 1669 - 1679              | Pieter Abrahamsz. Hoogenhouck              | 1613-1679                                               | Vader van Maerten Pietersz. Hoogenhouck. |
| 1672 - 1673              | Theodorus Jacobsz. Vallensis (Van Daele)   | 1612-1673                                               | Schoonzoon van Cornelis Pauls van Berestein. |
| 1667 - 1679              | Zacharias Cornelisz. Hofdijk van Berestein | 1623-1679                                               | Zoon van Cornelis Pauls van Berestein. Bouwde de buitenplaats Rustburg op het eiland Westvoorn.                                                            |
| 1680 - 1683              | Jan Bruinsz. van der Dussen                | +10-07-1683 Delft                                       | Eerste echtgenoot (×02-08-1662) van Elisabeth Pauw van het Hofje van Pauw                                                                                  |
| 1681 -                   | Gerard Jansz Putmans                       | 1641-1698                                               | Vertrouweling van de prins. Neef van Pieter Gerritsz. van Santen.                                                                                          |
| 1690 - 1712              | Pieter Paulusz. Teding van Berkhout        | 1643-1713                                               | Vader van Paulus Teding van Berkhout. |
| 1694 - 1714              | Jan Fransz. Meerman                        | 1643-1724                                               | Schoonzoon van Pieter Gerritsz. van Santen. |

## Achttiende eeuw
| Ambtsperiode                                       | Naam burgemeester                     | Leven     | Bijzonderheden                                                                     |
| -------------------------------------------------- | ------------------------------------- | --------- | ---------------------------------------------------------------------------------- |
| 1700 - 1719                                        | Maerten Pietersz. Hoogenhouck         | 1651-1720 | Zoon van Pieter Abrahamsz. Hoogenhouck.                                            |
| 1702 - 1717                                        | Mr. Adriaan Andriesz. van der Goes    | 1649-1721 | Zoon van Andries van der Goes.                                                     |
| 1708                                               | Mr. Franco van der Burch              | 1658-1715 | Kleinzoon van Franc Reyersz. van der Burch                                         |
| 1720 - 1731                                        | Willem Hendriksz. Hooft               | 1661-1740 | Schoonzoon van Johan de Witt.                                                      |
| 1723 - 1746                                        | Gaspar Gasparsz. van Kinschot         | 1676-1759 | Telg van het geslacht Van Kinschot                                                 |
| 1734 - 1735, 1738 - 1739, 1742 - 1743, 1746 - 1747 | Paulus Teding van Berkhout            | 1676-1757 | Oom van Jan Teding van Berkhout.                                                   |
| 1748, 1749, 1752                                   | Willem Jansz. van Schuijlenburch      | 1698-1755 | getrouwd met Elisabeth Magdalena Gevaerts, 3 dochters                              |
| 1753 - 1773                                        | Jacob Adriaansz. van der Lelij        |           |                                                                                    |
| 1760 - 1766                                        | Willem Sijbrandsz. van der Lelij      |           |                                                                                    |
| 1763                                               | Mr. Jan Teding van Berkhout           | 1713-1766 | Neef van Paulus Teding van Berkhout. Vader van Willem Hendrik Teding van Berkhout. |
| 1768                                               | Mr. Franc van der Burch Jansz         |           |                                                                                    |
| 1772 - 1786                                        | Willem van Blommestein                | 1723-1789 |                                                                                    |
| 1788 - 1795                                        | Abraham Adriaansz. van Schuijlenburch | 1738-1814 |                                                                                    |

## Negentiende eeuw
| Ambtsperiode | Naam burgemeester                                 | Leven     | Partij of stroming | Bijzonderheden                                                                                      |
| ------------ | ------------------------------------------------- | --------- | ------------------ | --------------------------------------------------------------------------------------------------- |
| 1808 - 1809  | Mr. Willem Hendrik Teding van Berkhout            | 1745-1809 |                    | Zoon van Jan Teding van Berkhout.                                                                   |
| ???? - ????  |                                                   |           |                    | |
| 1813         | Pieter Adriaan van Reede van Oudtshoorn           | 1775-1851 | maire              | werd 1814 jhr., 1822 baron                                                                          |
| 1813 - 1815  | Mr. Cornelis Overgaauw Pennis                     | 1765-1843 |                    | |
| 1816 - 1824  | Mr. Cornelis Overgaauw Pennis                     | 1765-1843 |                    | Van 1816 tot 1824 had Delft een college van 3 burgemeesters van wie Overgaauw Pennis president was. |
| 1816 - 1824  | Mr. Pieter de L' Espaul                           | 1757-1836 |                    | |
| 1816 - 1824  | Mr. Emanuël Sandoz                                | 1758-1818 |                    | |
| 1824 - 1840  | Mr. Cornelis Overgaauw Pennis                     | 1765-1843 |                    | |
| 1840 - 1848  | Mr. Hendrik van Berckel                           | 1783-1862 |                    | |
| 1849 - 1850  | Mr. Rutger Johannes Cornelis (R.J.C.) Metelerkamp | 1810-1872 |                    | |
| 1851 - 1855  | Cornelis Maas Geesteranus                         | 1803-1881 |                    | |
| 1855 - 1872  | Mr. Johannes van Kuijk                            | 1819-1885 |                    | |
| 1872 - 1910  | Frans Marius de Vries van Heijst                  | 1835-1910 |                    | |

## Twintigste eeuw

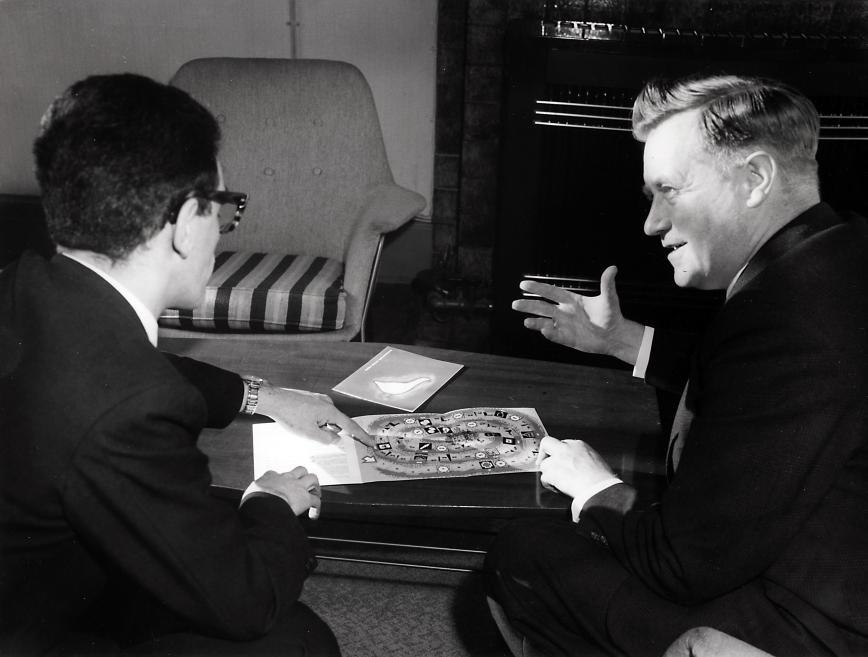
Burgemeester Dirk de Loor (rechts), 14 november 1958.

| Ambtsperiode               | Naam burgemeester                           | Leven     | Partij of stroming | Bijzonderheden             |
| -------------------------- | ------------------------------------------- | --------- | ------------------ | -------------------------- |
| 1910 - 1920                | Mr. Lodewijk Willem Christiaan van den Berg | 1845-1927 | ARP                |                            |
| 1 nov. 1920 - 20 mrt. 1941 | Mr. Gerardus van Baren                      | 1882-1952 | ARP                |                            |
| 1941 - 1943                | Frederik Willem van Vloten                  | 1889-1970 | NSB                |                            |
| 1943 - 1945                | Mr. Anthonie van Leijenhorst                | 1904-1985 | NSB                |                            |
| 6 mei 1945 - 1 jan. 1948   | Mr. Gerardus van Baren                      | 1882-1952 | ARP                |                            |
| 1948 - 1952                | Mr. Gerard (G.E.) van Walsum                | 1900-1980 | PvdA               | Vader van Huib van Walsum  |
| 15 mrt. 1953 - 1 nov. 1965 | Dirk de Loor                                | 1900-1992 | PvdA               |                            |
| 1966 - 1972                | Mr. Jan Marie Ravesloot                     | 1907-1985 | CHU                |                            |
| 1973 - 1978                | Dr.Ir. Ad (A.P.) Oele                       | 1923-2017 | PvdA               |                            |
| 1979 - 1985                | Mr. Robert (R.M.) Gallas                    | 1923-2005 | CDA                |                            |
| 1985 - 1997                | Mr. Huib (H.V.) van Walsum                  | 1932      | PvdA               | Zoon van Gerard van Walsum |
| 1997 - 2004                | Mr. Hein (H.M.C.M.) van Oorschot            | 1952      | D66                |                            |

## Eenentwintigste eeuw
| Ambtsperiode | Naam burgemeester             | Leven | Partij of stroming | Bijzonderheden |
| ------------ | ----------------------------- | ----- | ------------------ | -------------- |
| 2004 - 2016  | Mr. drs. Bas (G.A.A.) Verkerk | 1958  | VVD                |                |
| 2016 - heden | Marja van Bijsterveldt        | 1961  | CDA                |                |